# 八大学工学系连合会
一般社团法人八大学工学系連合会（いっぱんしゃだんほうじん はちだいがくこうがくけいれんごうかい、Eight-University Engineering Association）是由北海道大学、东北大学、东京大学、东京工业大学、名古屋大学、京都大学、大阪大学、九州大学参加的工学振兴组织，成立于2012年，2015年成为一般社团法人，总部位于东京大学工学部。
八大学工学系連合会是由八所大学工科院长会议组成的法人组织，成员包括北海道大学、东北大学、东京大学、东京工业大学、名古屋大学、京都大学、大阪大学的工科院系。协会是由各院系组织的，旨在为工程教育和研究的发展做出贡献。协会每年一次向文部科学省、日本经济团体联合会等提出建议。